# Tsukemen
Tsukemen (つけ麺 ramen nhúng) là một món ramen trong ẩm thực Nhật Bản gồm mỳ ăn sau khi được nhúng vào một bát canh hoặc nước dùng (nước soup) riêng. Món ăn được Tokuo Yamagishi, một nhà hàng ở Tokyo, Nhật Bản chế ra vào năm 1961, sau đó nó đã trở thành một món ăn rất phổ biến ở Tokyo và khắp Nhật Bản. Tại Hoa Kỳ, tsukemen đã trở nên phổ biến ở Los Angeles, trong khi nó vẫn còn tương đối hiếm ở nhiều thành phố khác của Mỹ.

## Tổng quan
Tsukemen là một món mỳ ramen Nhật Bản trong ẩm thực Nhật Bản bao gồm các món mỳ và súp riêng biệt hoặc nước dùng, trong đó mỳ ăn liền trong súp . Soba và udon là một số loại mỳ dùng trong món ăn. mỳ thường phục vụ lạnh, trong khi súp thường được phục vụ nóng, phục vụ mùa và làm ẩm mỳ. Các loại mỳ cũng có thể được phục vụ ở nhiệt độ phòng. Các thành phần bổ sung được sử dụng trong món ăn thường được phục vụ trên đỉnh hoặc bên cạnh trong đĩa mỳ. Một số thành phần bổ sung được sử dụng bao gồm nori, chashu, menma, tamago và trứng luộc.
Súp được dùng làm nước chấm, và thường đậm đà hơn trong hương vị so với nước dùng ramen tiêu chuẩn. Dashi, một món canh trong ẩm thực Nhật Bản, có thể được sử dụng, được chuẩn bị sử dụng cơ sở súp hoặc kho còn được gọi là "dashi". Một số nhà hàng thêm nước nóng để pha loãng món canh vào cuối bữa ăn, giảm sức mạnh và làm cho nó ngon miệng hơn như một món canh để kết thúc bữa ăn.

Nhiều kiểu tsukemen khác nhau
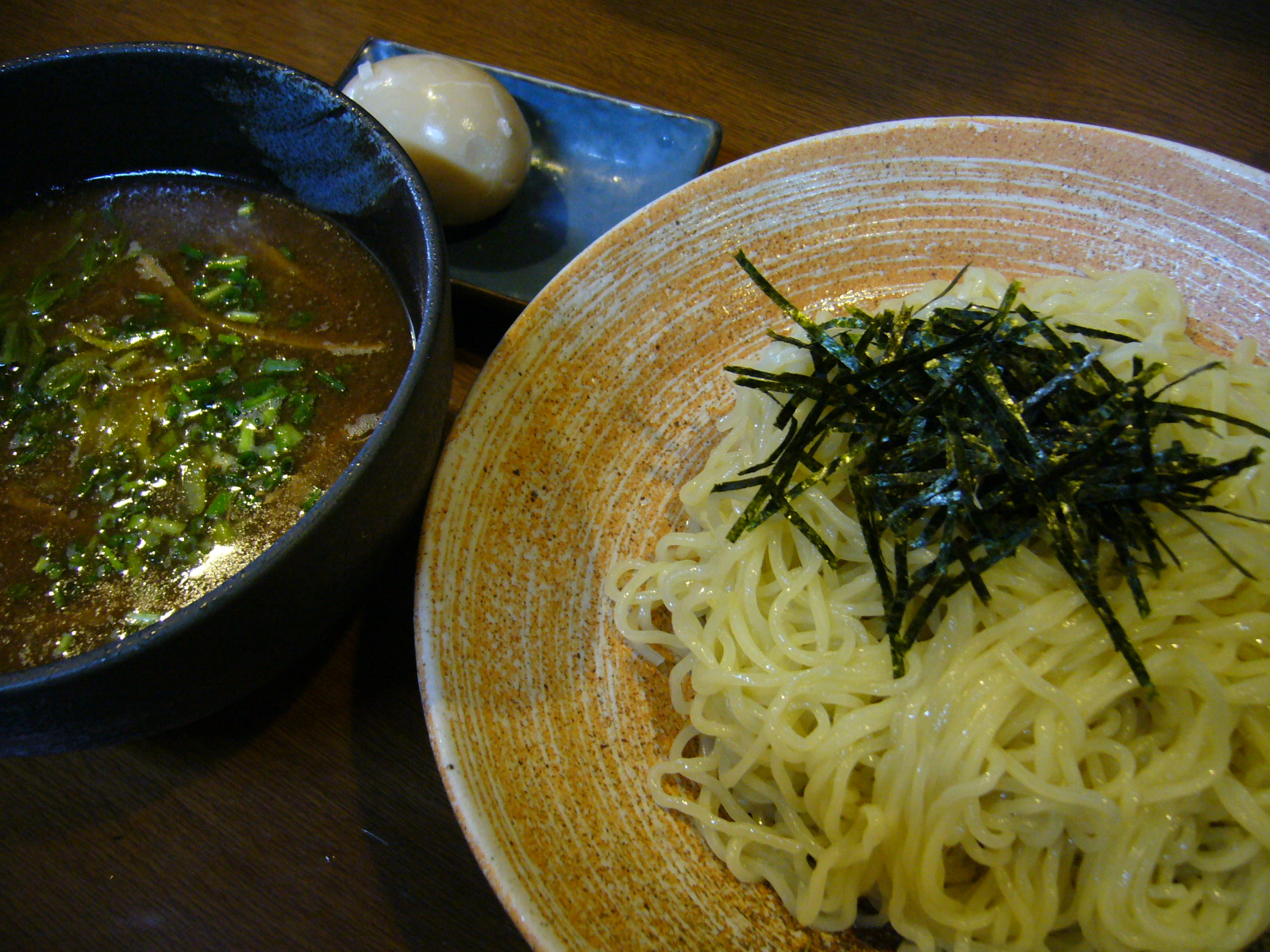
Tsukemen với mì đổ nori lên trên
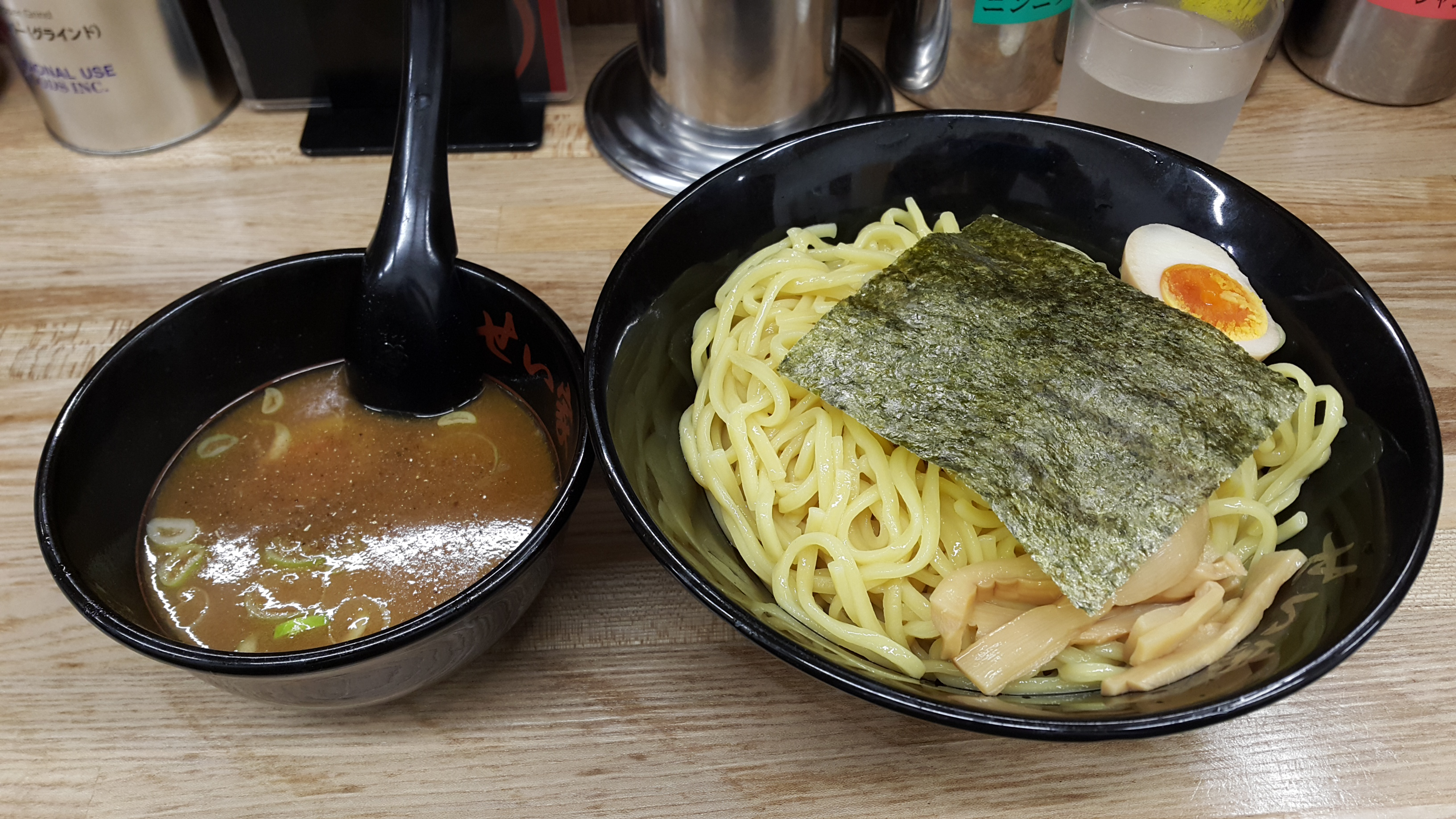
Tsukemen với sợi mì
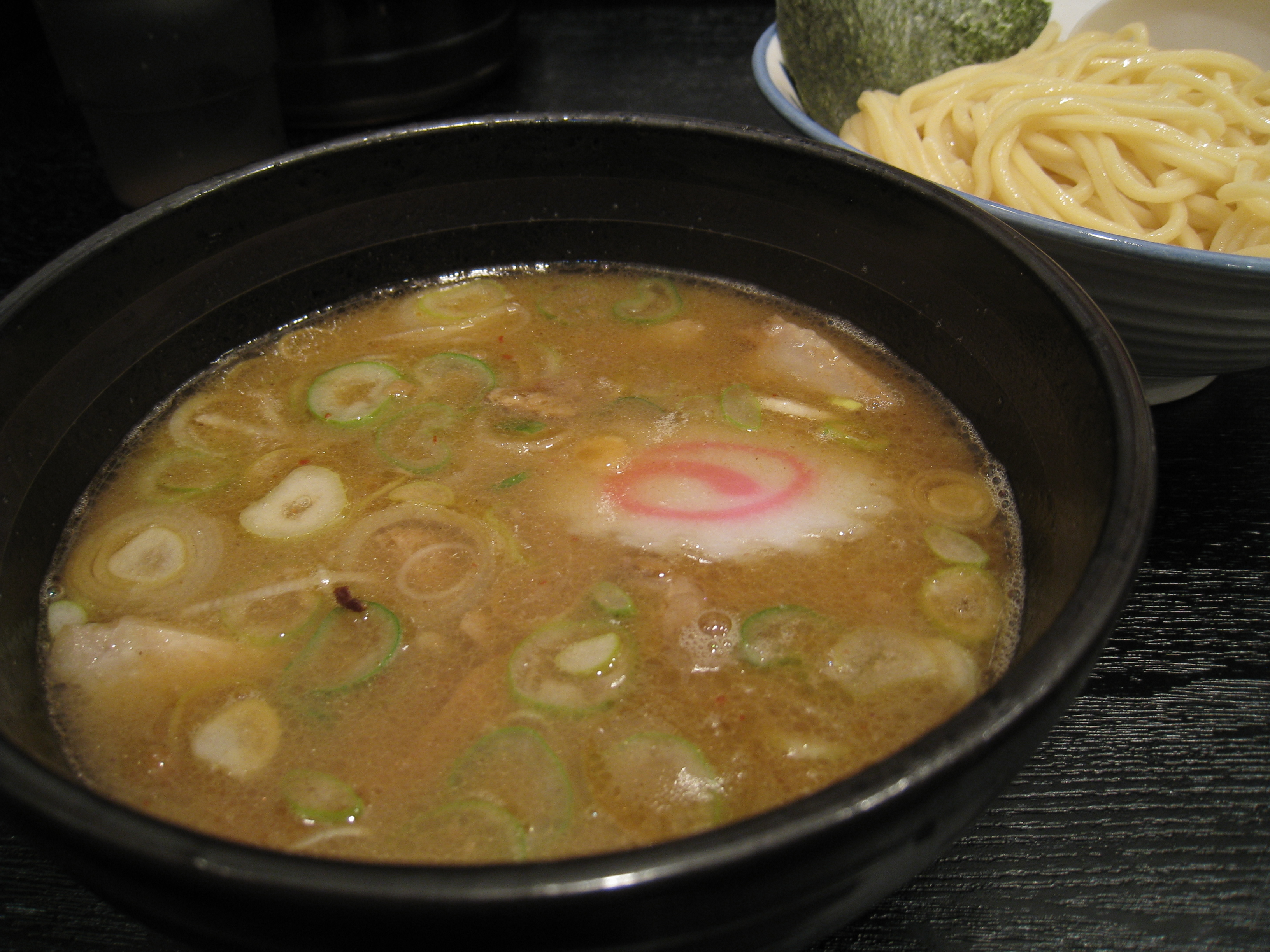
tsukemen
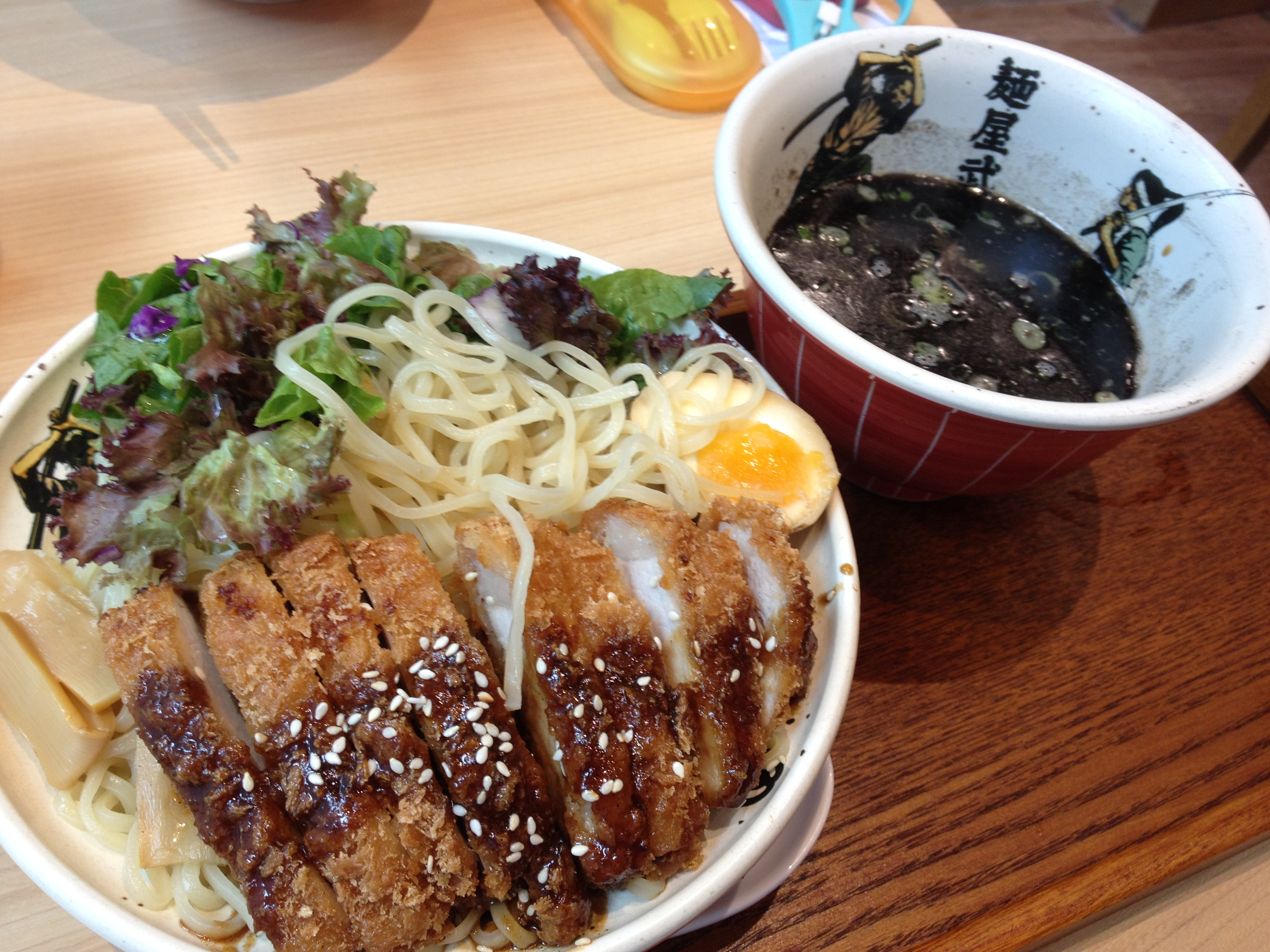
Tsukemen với cốt lết heo, trứng luộc và rau xanh ở Singapore
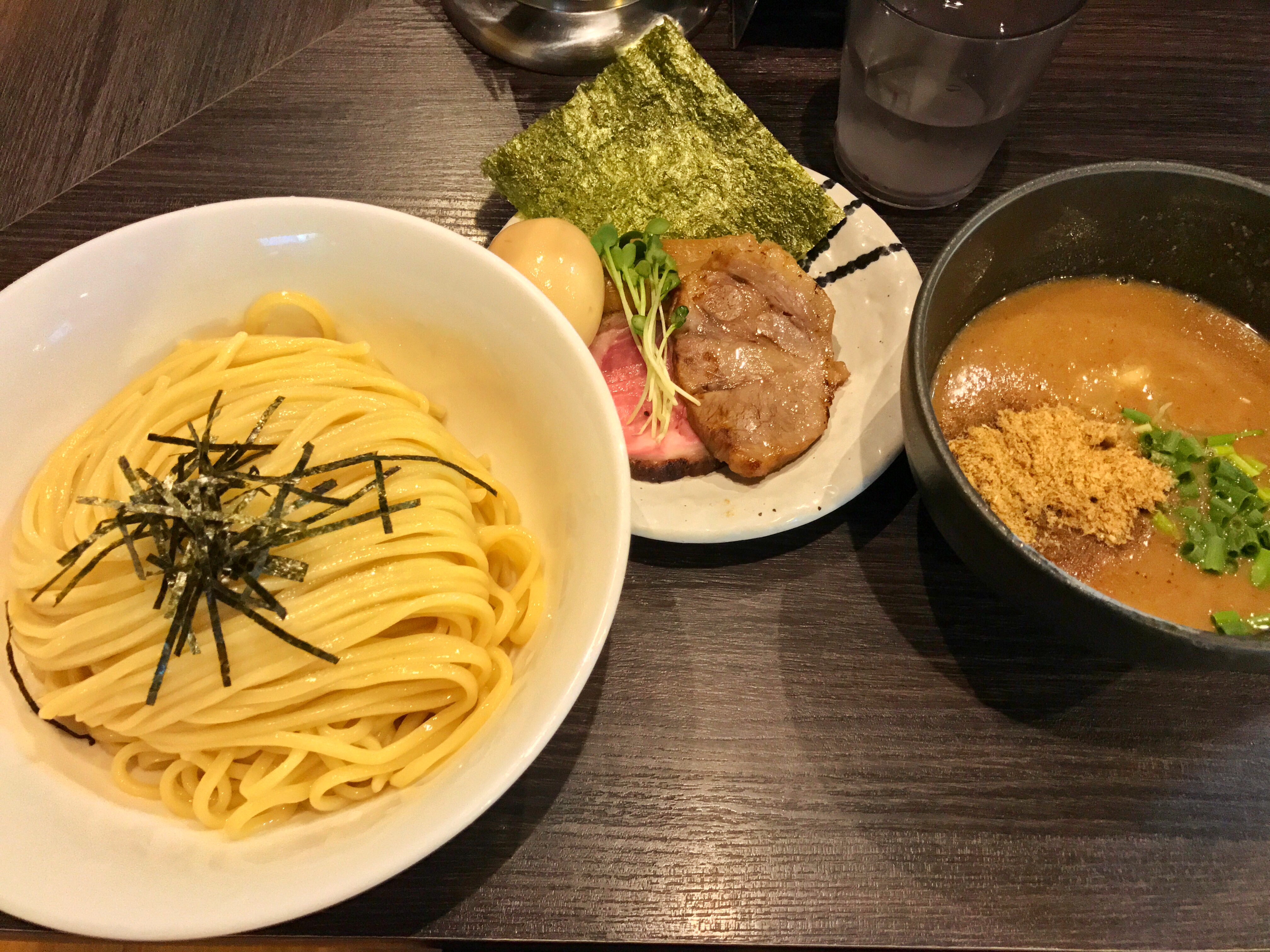
Tsukemen với các món khác
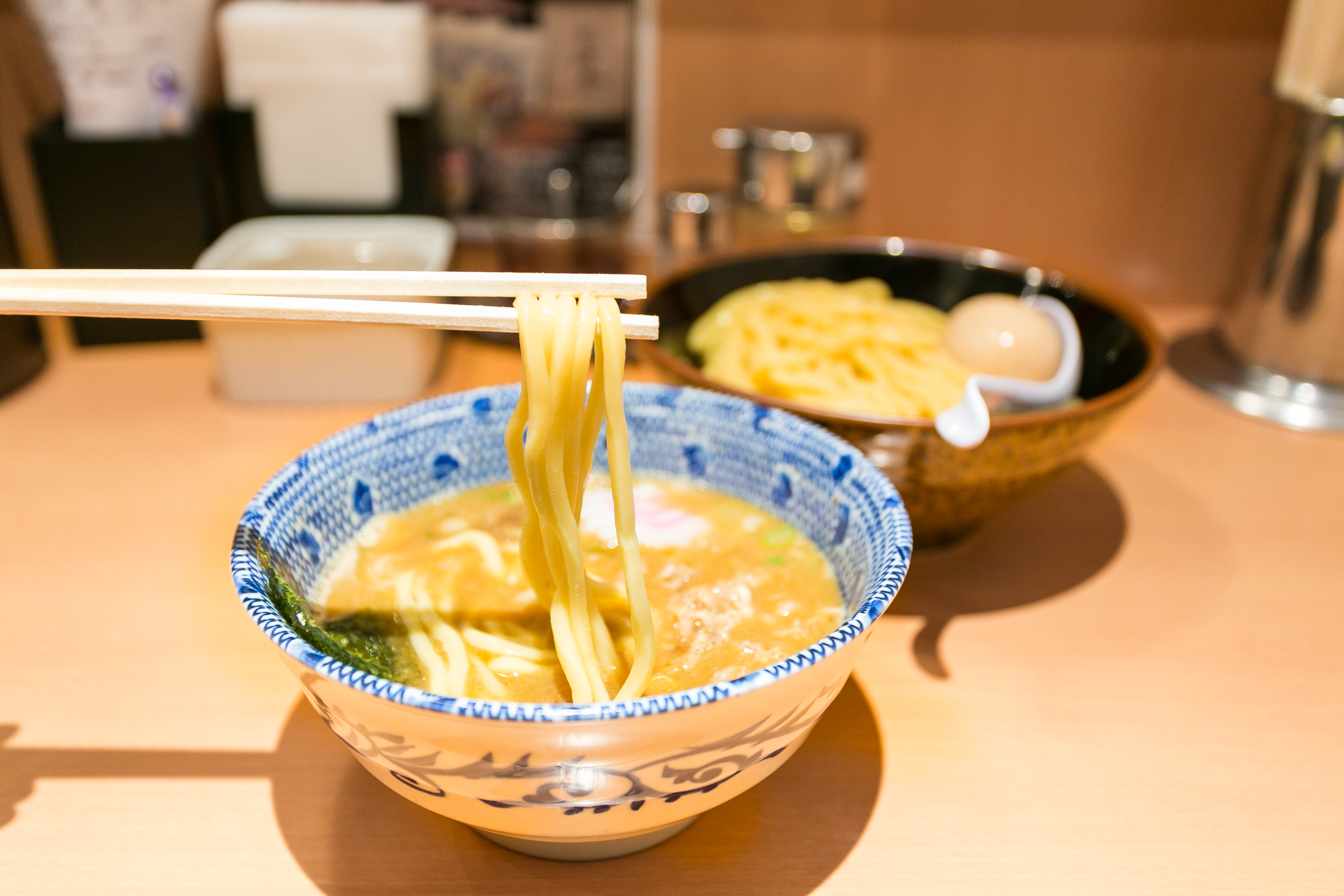
Tsukemen nhúng

## Lịch sử

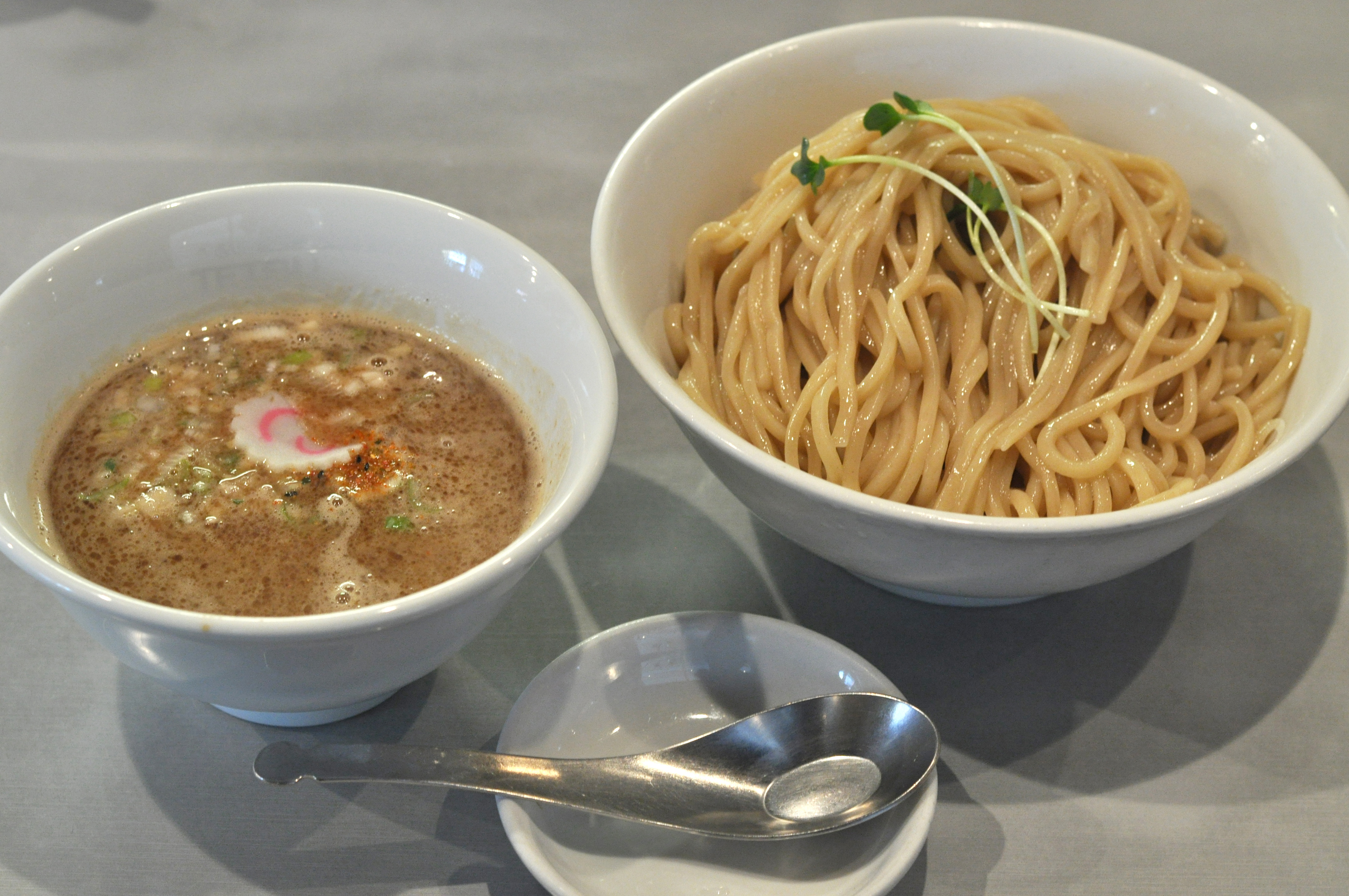
Tsukemen ở Nhật Bản

Tsukemen được Kazuo Yamagishi (1935-2015) chế ra vào năm 1961, người đã sở hữu nhà hàng Taishoken, một nhà hàng ramen nổi tiếng ở Tokyo, Nhật Bản. Năm 1961, Yamagishi bổ sung món ăn vào món ăn của nhà hàng bằng tên "morisoba đặc biệt", bao gồm "mỳ soba lạnh với súp để nhúng". Vào thời điểm đó, nó đã được bán với giá 40 yen Nhật, và món ăn sớm Trở nên phổ biến ở nhà hàng Taishoken. Đến năm 2015, hơn 100 nhà hàng Taishoken hiện diện ở khắp Nhật Bản.
Trong những năm gần đây (khoảng năm 2000-nay), tsukemen đã trở thành một món ăn rất phổ biến ở Tokyo và khắp Nhật Bản, và một số nhà hàng hiện nay vẫn tồn tại ở đất nước mà nó đã khai thác nó một cách độc đáo.
Tsukemen cũng được phục vụ tại các nhà hàng ở Hoa Kỳ và ở các nước khác. Trong những năm gần đây (khoảng năm 2013-nay), Tsukemen đã trở thành một món ăn phổ biến ở một số cửa hàng ramen ở Los Angeles. Ngược lại, ở các khu vực khác của Hoa Kỳ, như Chicago, món ăn không phổ biến và hiếm khi được phục vụ trong các nhà hàng.